# Conclave de 1758
Le conclave papal de 1758 fut convoqué à la mort du pape Benoît XIV le 3 mai 1758, afin de lui désigner un successeur. Il s'acheva avec l'élection du cardinal Carlo Rezzonico de Venise qui, après avoir pris le nom de Clément XIII, devint le 248e pape de l'Église catholique romaine.

## Déroulement du conclave

### Divisions au sein du Collège
Avant le début du conclave, le Collège des cardinaux était divisé en plusieurs camps, formant deux blocs :
- Le groupe de la Curie – il comprenait deux camps de cardinaux membres de la Curie : les Anziani (anciens) – un petit groupe de cardinaux élevés par le pape Clément XII dirigé par le cardinal-neveu Neri Maria Corsini; et les zelanti – un groupe de cardinaux conservateurs, mené par le cardinal Giuseppe Spinelli, qui refusait toute influence des monarques séculiers sur le gouvernement de l’Église.
- L'Union des couronnes – qui comprenait des cardinaux représentant les cours catholiques européennes et leurs alliés. Les intérêts du roi Ferdinand VI d'Espagne étaient représentés par le cardinal Portocarrero, ceux de Charles V de Sicile/Charles VII de Naples par le cardinal Orsini, et ceux de Marie-Thérèse d'Autriche et du prince consort François Ier du Saint-Empire par Alessandro Albani (également cardinal-protecteur de Sardaigne) et par von Rodt. Le camp français était sans vrai meneur au moment de la mort de Benoît XIV, le cardinal-protecteur de France Pierre Guérin de Tencin étant mort peu de temps auparavant, le 2 mars 1758. Le roi Louis XV de France demanda au cardinal Prospero Colonna di Sciarra de lui succéder, mais sa nomination ne fut rendue publique que le 9 juin, près d'un mois après le début du conclave.

Un certain nombre de cardinaux élevés par Benoît XIV (les "iuniores", jeunes) n'appartenaient officiellement à aucun camp, mais la majorité d'entre eux partageaient les idées de l'Union des couronnes, en particulier celles du cardinal Portocarrero.
Cependant, pendant le conclave, les frontières entre ces deux camps allaient s'estomper. À la fin du conclave, on avait davantage une opposition entre le camp impérial allié aux zelanti d'une part et, d'autre part, les anziani, alliés aux représentant des couronnes bourboniennes.

### Le début du conclave et les premierspapabili
Le 15 mai, seuls vingt-sept cardinaux entrèrent en conclave et dix-huit cardinaux arrivèrent à Rome entre le 15 mai et le 29 juin. Entre-temps, le cardinal Bardi dut quitter le conclave en raison de sa maladie.
En raison de l'absence des représentants politiques des principales cours catholiques européennes, les ambassadeurs de France et du Saint-Empire demandèrent aux cardinaux-électeurs de repousser le vote jusqu'à leur arrivée. Bien que cette demande ait été rejetée dans les réunions précédant le début du conclave, le nom d'aucun candidat sérieux ne fut proposé lors des premiers tours de scrutin. Lors du premier tour, le doyen du Collège des cardinaux Rainiero d'Elci, alors âgé de 88 ans, fut le cardinal qui reçut le plus grand nombre de voix (huit lors du scrutin et trois supplémentaires lors de l'accessus).
Cependant, cela ne signifie pas que les chefs de chaque camp n'essayaient pas de rallier le soutien des cardinaux autour de leurs candidats. Corsini, en particulier, travaillait de toutes ses forces à l'élection du cardinal Spinelli, le chef des zelanti, mais il devait faire face à une forte opposition de la part du cardinal Orsini, cardinal-protecteur du royaume de Naples. Le cardinal-protecteur d'Espagne, Portocarrero, rejetait également la candidature de Spinelli, et fut capable de rallier nombre de "iuniors" à son parti. Finalement, la candidature de Spinelli dut être retirée faute de soutien suffisant.
Le premier candidat disposant de sérieuses chances d'être élu était Alberico Archinto, cardinal secrétaire d'État et vice-chancelier du défunt pape. Il bénéficiait d'un large soutien parmi le parti des zelanti et des cardinaux de l'Union des couronnes, mais les partisans de Corsini ne souhaitèrent pas se rallier à sa candidature et proposèrent, en guise d'alternative, le nom du cardinal Crescenzi. Finalement, comme cela s'était produit par le passé, les candidatures d'Archinto et de Crescenzi se neutralisèrent l'une l'autre.

### L'arrivée des cardinaux français et l'exclusive contre Cavalchini
Petit à petit, les représentants des cours royales parvenaient à Rome avec les instructions de leurs souverains. Le 4 juin, le cardinal de Luynes entra au conclave avec les instructions de Louis XV. Cinq jours plus tard, il annonçait officiellement la nomination du cardinal Prospero Colonna di Sciarra au poste de protecteur du royaume de France. Mais l'on attendait toujours l'arrivée du cardinal von Rodt, du Saint-Empire.
Au cours des jours qui suivirent, le cardinal Guidoboni Cavalchini, reçut le plus de votes, soutenu par les partisans de Corsini et Portocarrero. Le 19 juin, il obtint vingt-et-une voix, le 21 juin vingt-six et, au soir du 22 juin, il recueillait vingt-huit voix sur quarante-trois, ce qui signifiait qu'il ne lui manquait plus qu'une voix pour être élu pape. Mais, après ce tour de scrutin, le cardinal de Luynes informa le doyen du Collège des cardinaux Rainiero d’Elci de la Jus exclusivae du roi de France contre Cavalchini. La France s'opposait à l'élection de Cavalchini en raison de sa position quant à la béatification de Robert Bellarmin et sur les questions liées à la bulle anti-janséniste Unigenitus. Ce veto suscita de fortes protestations au sein du Collège, mais Cavalchini lui-même déclara : « Il s'agit d'une preuve manifeste que Dieu me considère inapte à remplir les fonctions de son vicaire sur Terre ».
Après l'échec de la candidature de Cavalchini, Portocarrero proposa le nom du cardinal Paolucci, mais il fut rejeté par les cardinaux français, qui – alliés aux partisans de Corsini, votèrent à nouveau pour Crescenzi.

### L'arrivée du cardinal von Rodt
L'arrivée du cardinal von Rodt le 29 juin avec les instructions de la cour impériale fut un moment-clé du conclave. Dans un premier temps, il essaya de trouver un accord avec les cardinaux français mais, ayant échoué, il se tourna alors vers le parti des zelanti. Des négociations directes entre von Rodt et Spinelli les conduisirent à proposer au Collège le nom du cardinal vénitien Carlo Rezzonico, évêque de Padoue. Au matin du 6 juillet, l'évêque de Padoue reçut huit votes plus quatre votes supplémentaires lors de l'accessus. Portocarrero, Albani et les cardinaux français étaient dans un premier temps opposés à cette candidature, mais ils finirent par s'y rallier. Après des consultations entre les cardinaux français et l'ambassadeur Laon il devint évident que le cardinal Rezzonico allait être élu.

## L'élection du pape Clément XIII
Le 6 juillet au soir, Carlo Rezzonico fut élu pape avec trente-et-une voix sur quarante-quatre, une de plus que la majorité requise des deux-tiers. Les treize voix restantes (y compris la sienne) allèrent au doyen, le cardinal Rainiero d'Elci. Rezzonico accepta son élection et prit le nom de Clément XIII, en l'honneur du pape Clément XII, qui l'avait élevé au cardinalat en 1737. Il fut couronné le 16 juillet au balcon de la basilique Saint-Pierre par le protodiacre Alessandro Albani.

## Liste des participants
Le pape Benoît XIV mourut le 3 mai 1758. Sur les cinquante-cinq cardinaux vivants à ce moment-là, quarante-cinq prirent part au conclave. Cependant, seuls quarante-quatre cardinaux votèrent lors des derniers tours de scrutin, le cardinal Bardi ayant quitté le conclave pour raisons de santé le 24 juin:
| Nom                                    | Date d'élévation au cardinalat | Fonction |
| -------------------------------------- | ------------------------------ | --- |
| Rainiero d'Elci                        | 20 décembre 1737               | Cardinal-évêque d'Ostia e Velletri; commendatario de S. Sabina, doyen du Collège des cardinaux, préfet de la Congrégation du cérémonial |
| Giovanni Antonio Guadagni              | 24 septembre 1731              | Cardinal-évêque de Porto e Santa Rufina ; vice-doyen du Sacré Collège, vicaire général de Rome |
| Francesco Scipione Maria Borghese      | 6 juillet 1729                 | Cardinal-évêque d'Albano ; Cardinal-protecteur de l'ordre des Franciscains |
| Giuseppe Spinelli                      | 17 janvier 1735                | Cardinal-évêque de Palestrina ; préfet de la Congrégation pour la Propagation de la Foi |
| Carlo Maria Sacripante                 | 30 septembre 1739              | Cardinal-évêque de Frascati |
| Joaquín Fernández Portocarrero Mendoza | 9 septembre 1743               | Cardinal-évêque de Sabina ; préfet de la Congrégation des indulgences et des reliques sacrées ; cardinal-protecteur du royaume d'Espagne |
| Carlo Rezzonico                        | 20 décembre 1737               | Cardinal-prêtre de S. Marco, évêque de Padoue |
| Domenico Passionei                     | 23 juin 1738                   | Cardinal-prêtre de S. Prassede, commendatario de S. Bartolomeo all’Isola, secrétaire des brefs apostoliques ; bibliothécaire de la Sainte Église catholique romaine                                                                               |
| Camillo Paolucci                       | 9 septembre 1743               | Cardinal-prêtre de S. Maria in Trastevere ; commendatario de SS. Giovanni e Paolo ; cardinal-protecteur de l'ordre du Carmel |
| Carlo Alberto Guidoboni Cavalchini     | 9 septembre 1743               | Cardinal-prêtre de S. Maria della Pace ; préfet de la Congrégation pour les évêques et réguliers |
| Giacomo Oddi                           | 9 septembre 1743               | Cardinal-prêtre de S. Anastasia ; archevêque de Viterbo e Toscanella |
| Federico Marcello Lante                | 9 septembre 1743               | Cardinal-prêtre de S. Silvestro in Capite ; gouverneur de Balneario |
| Marcello Crescenzi                     | 9 septembre 1743               | Cardinal-prêtre de S. Maria in Transpontina, archevêque de Ferrare |
| Giorgio Doria                          | 9 septembre 1743               | Cardinal-prêtre de S. Cecilia ; commendatario de S. Agostino ; préfet de Congrégation du bon gouvernement (it) |
| Giuseppe Pozzobonelli                  | 9 septembre 1743               | Cardinal-prêtre de S. Maria in Via ; archevêque de Milan |
| Girolamo De Bardi                      | 9 septembre 1743               | Cardinal-prêtre de S. Maria degli Angeli alla Terme |
| Fortunato Tamburini                    | 9 septembre 1743               | Cardinal-prêtre de S. Callisto ; préfet de Congrégation des rites |
| Daniele Delfino                        | 10 avril 1747                  | Cardinal-prêtre de S. Maria sopra Minerva, patriarche d'Udine |
| Carlo Vittorio Amedeo delle Lanze      | 10 avril 1747                  | Cardinal-prêtre de S. Sisto ; archevêque titulaire de Nicosie |
| Henri Benoît Stuart                    | 3 juillet 1747                 | Cardinal-prêtre de SS. XII Apostoli; commendatario de S. Maria in Portico ; archiprêtre de la basilique Saint-Pierre; |
| Giuseppe Maria Feroni                  | 26 novembre 1753               | Cardinal-prêtre de S. Pancrazio |
| Fabrizio Serbelloni                    | 26 novembre 1753               | Cardinal-prêtre de S. Stefano al Monte Celio, légat du pape à Bologne |
| Giovanni Francesco Stoppani            | 26 novembre 1753               | Cardinal-prêtre de S. Martino ai Monti, légat en Émilie-Romagne |
| Luca Melchiore Tempi                   | 26 novembre 1753               | Cardinal-prêtre de S. Croce in Gerusalemme |
| Carlo Francesco Durini                 | 26 novembre 1753               | Cardinal-prêtre de SS. IV Coronati, évêque de Pavie |
| Cosimo Imperiali                       | 26 novembre 1753               | Cardinal-prêtre de S. Clemente |
| Vincenzo Malvezzi Bonfioli             | 26 novembre 1753               | Cardinal-prêtre de SS. Marcellino e Pietro, archevêque de Bologne |
| Clemente Argenvilliers                 | 26 novembre 1753               | Cardinal-prêtre de SS. Trinita al Monte Pincio, préfet de la Congrégation du Conseil tridentin |
| Antonio Andrea Galli                   | 26 novembre 1753               | Cardinal-prêtre de S. Pietro in Vincoli, grand pénitent, préfet de la Congrégation de l'Index |
| Antonio Sersale                        | 22 avril 1754                  | Cardinal-prêtre de S. Pudenziana, archevêque de Naples |
| Alberico Archinto                      | 5 avril 1756                   | Cardinal-prêtre de S. Lorenzo in Damaso, cardinal secrétaire d'État ; vice-chancelier de la Sainte Église |
| Giovanni Battista Rotario              | 5 avril 1756                   | Cardinal-prêtre de S. Crisogono, archevêque de Turin |
| Paul d'Albert de Luynes                | 5 avril 1756                   | Cardinal-prêtre de S. Tommaso in Parione, archevêque de Sens |
| Étienne-René Potier de Gesvres         | 5 avril 1756                   | Cardinal-Prêtre de S. Agnese fuori le mura, évêque de Beauvais |
| Franz Konrad von Rodt                  | 5 avril 1756                   | Cardinal-prêtre de S. Maria del Popolo, évêque de Constance |
| Alessandro Albani                      | 16 juillet 1721                | Cardinal-diacre de S. Maria in Via Lata ; commendatario de S. Maria in Cosmedin ; protodiacre du Sacré Collège des cardinaux ; cardinal-protecteur de la maison de Habsbourg et du royaume de Sardaigne                                           |
| Neri Maria Corsini                     | 14 août 1730                   | Cardinal-diacre de S. Eustachio, archiprêtre de la Basilique du Latran; secrétaire de la congrégation de l'inquisition romaine et universelle, préfet du Tribunal suprême de la Signature apostolique; Cardinal-protecteur du royaume de Portugal |
| Agapito Mosca                          | 1er octobre 1732               | Cardinal-diacre de S. Agata in Suburra |
| Girolamo Colonna di Sciarra            | 9 septembre 1743               | Cardinal-diacre de SS. Cosma e Damiano, camerlingue de la Sainte Église catholique romaine, archiprêtre de la Basilique libérienne |
| Prospero Colonna di Sciarra            | 9 septembre 1743               | Cardinal-diacre de S. Maria ad Martyres, préfet du Tribunal suprême de la Signature apostolique, Cardinal-protecteur du royaume de France |
| Domenico Orsini d'Aragona              | 9 septembre 1743               | Cardinal-diacre de S. Nicola in Carcere Tulliano ; cardinal-protecteur du royaume de Naples |
| Giovanni Francesco Albani              | 10 avril 1747                  | Cardinal-diacre de S. Cesareo in Palatio ; cardinal-protecteur du royaume de Pologne |
| Flavio II Chigi                        | 26 novembre 1753               | Cardinal-diacre de S. Angelo in Pescheria |
| Giovanni Francesco Banchieri           | 26 novembre 1753               | Cardinal-diacre de S. Adriano, légat à Ferrare |
| Luigi Maria Torregiani                 | 26 novembre 1753               | Cardinal-diacre de SS. Vito e Modesto |

Trente-cinq furent élevés au rang de cardinal par Benoît XIV, huit par Clément XII, un par Benoît XIII (Borghese) et un par Innocent XIII (A. Albani).

## Liste des cardinaux absents
Dix cardinaux ne prirent pas part au conclave de 1758:
| Nom                                                             | Date d'élévation au cardinalat | Fonction |
| --------------------------------------------------------------- | ------------------------------ | --- |
| Thomas Philip Wallrad d'Hénin-Liétard d'Alsace-Boussu de Chimay | 29 novembre 1719               | Cardinal-prêtre de S. Lorenzo in Lucina ; protoprêtre du Sacré Collège, archevêque de Malines                    |
| Joseph Dominicus von Lamberg                                    | 20 décembre 1737               | Cardinal-prêtre de S. Pietro in Montorio, évêque de Passau                                                       |
| Johannes Theodor von Bayern                                     | 9 septembre 1743               | Cardinal-prêtre de S. Lorenzo in Panisperna, prince-évêque de Liège, administrateur de Freising et de Ratisbonne |
| Álvaro de Mendoza                                               | 10 avril 1747                  | Cardinal-prêtre [sans titulus], patriarche des Indes occidentales, archevêque titulaire de Farsalos              |
| Giovanni Battista Mesmer                                        | 10 avril 1747                  | Cardinal-prêtre de S. Onofrio                                                                                    |
| José Manuel da Câmara de Atalaia                                | 10 avril 1747                  | cardinal-prêtre [sans titulus], patriarche de Lisbonne                                                           |
| Luis Fernández de Córdoba                                       | 18 décembre 1754               | Cardinal-prêtre [sans titulus], archevêque de Tolède                                                             |
| Nicolas de Saulx-Tavannes                                       | 5 avril 1756                   | Cardinal-prêtre [sans titulus], archevêque de Rouen                                                              |
| Francisco de Solís Folch de Cardona                             | 5 avril 1756                   | Cardinal-prêtre [sans titulus], archevêque de Séville                                                            |
| Francisco de Saldanha da Gama                                   | 5 avril 1756                   | Cardinal-diacre [sans titulus]                                                                                   |

Tous les cardinaux absents avaient été élevés au cardinalat par Benoît XIV, à l'exception du cardinal d'Alsace, qui avait été créé par Clément XI, et Lamberg, par Clément XII.

## Sources
- (en) Salvador Miranda, « Conclave of May 15 - July 6, 1758 » (consulté le 8 mai 2025)
- (en) Bibliothèque pontificale: biographie du pape Clément XIII
- (en) Ludwig von Pastor, History of the Popes, vol. XXXVI, Londres, 1941 (lire en ligne)